# Renault Safrane
De Renault Safrane is een auto van de Franse autoproducent Renault, die gebouwd werd van 1992 tot 2000. Gedurende zijn productiejaren was dit het duurste model dat Renault leverde. Het model was commercieel geen groot succes.

## Introductie
De Safrane kwam in 1992 op de markt en is de opvolger van de Renault 25. De auto was bedoeld voor het luxe segment van de middenklasse en vormde het toenmalige vlaggenschip van de Renault modellenreeks. De Safrane werd tegelijk geïntroduceerd met het nieuwe, gladde Renault logo. Een van de opvallende kenmerken waarmee de Safrane zich onderscheidt van de concurrerende modellen is de enorme, geheel in Renault-traditie toegevoegde, 5e deur.

## De volgende motoren waren voor de eerste generatie leverbaar

#### Benzinemotoren
| Type    | Motor     | Motor     | Motor   | Vermogen | Koppel | Jaartal     |
| Type    | Inhoud    | Cilinders | Kleppen | Vermogen | Koppel | Jaartal     |
| ------- | --------- | --------- | ------- | -------- | ------ | ----------- |
| 2.0i    | 1.995 cm³ | 4-in-lijn | 8V      | 107 pk   | 182 Nm | 1995 - 1996 |
| 2.2i    | 2.165 cm³ | 4-in-lijn | 8V      | 110 pk   | 175 Nm | 1992 - 1996 |
| 2.2 Vi  | 2.165 cm³ | 4-in-lijn | 12V     | 140 pk   | 182 Nm | 1992 - 1996 |
| V6i     | 2.975 cm³ | V6        | 12V     | 170 pk   | 235 Nm | 1992 - 1996 |
| Biturbo | 2.975 cm³ | V6        | 12V     | 262 pk   | 365 Nm | 1994 - 1996 |
| Biturbo | 2.975 cm³ | V6        | 12V     | 268 pk   | 365 Nm | 1995 - 1996 |

#### Dieselmotoren
| Type   | Motor     | Motor     | Motor   | Vermogen | Koppel | Jaartal     |
| Type   | Inhoud    | Cilinders | Kleppen | Vermogen | Koppel | Jaartal     |
| ------ | --------- | --------- | ------- | -------- | ------ | ----------- |
| 2.1 dT | 2.068 cm³ | 4-in-lijn | 8V      | 90 pk    | 187 Nm | 1992 - 1995 |
| 2.5 dT | 2.499 cm³ | 4-in-lijn | 8V      | 116 pk   | 240 Nm | 1992 - 1995 |

De uitrustingsniveaus werden aangegeven voor het motortype, van het instapmodel Manoir, RN, RT, RXE tot de meest luxueuze Baccara. De V6 was verkrijgbaar met vierwielaandrijving, deze versie werd aangeduid met Quadra achter het motortype. De complete modelnaam kon zo lang worden als Renault Safrane RXE V6i Quadra.
Het model was volgens Renault een redelijk succes, de verkopen daalden in de jaren na de introductie gestaag, in 1996 zelfs met 35% ten opzichte van het jaar ervoor.

## Safrane Phase 2
In het najaar van 1996 verscheen een gefacelifte versie van de Safrane, de Phase 2. De belangrijkste optische wijzigingen waren vernieuwde bumpers, grill, koplampen en achterlichten. De kentekenplaat werd op de bumper geplaatst zoals bij de Clio en 19. Deze Phase 2 kreeg deels ook verbeterde motoren, o.a. de viercilinder 2.0 liter welke de 2.2i en 2.2Vi verving. Daarnaast een vijfcilinder 2.5 liter benzinemotor welke al eerder gebruikt werd door Volvo en een 2.2dT dieselmotor ter vervanging van verouderde 2.1dT en 2.5dT versies. De V6 motor was enkel in combinatie met een automaat-bak leverbaar.

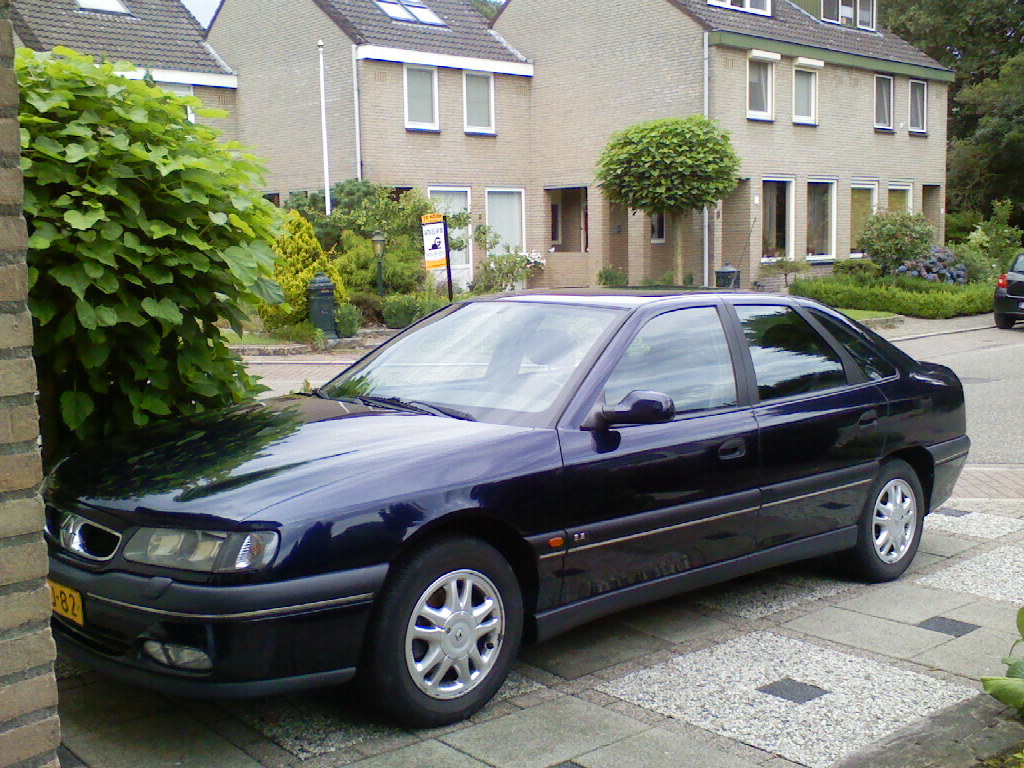
2e generatie Renault Safrane

De Renault Safrane ging in 2000 uit productie. Een echte opvolger was er niet, maar het ontstane gat in het segment werd gevuld met de in 2001 gelanceerde Renault Laguna II. De echte opvolger als vlaggenschip van Renault kwam in 2002 met de Renault Vel Satis.

## De volgende motoren waren voor de tweede generatie leverbaar

#### Benzinemotoren
| Type    | Motor     | Motor     | Motor   | Vermogen | Koppel | Jaartal     |
| Type    | Inhoud    | Cilinders | Kleppen | Vermogen | Koppel | Jaartal     |
| ------- | --------- | --------- | ------- | -------- | ------ | ----------- |
| 2.0     | 1.948 cm³ | 4-in-lijn | 16V     | 138 pk   | 182 Nm | 1996 - 2000 |
| 2.5     | 2.435 cm³ | 5-in-lijn | 20V     | 168 pk   | 211 Nm | 1996 - 2000 |
| 3.0     | 2.963 cm³ | V6        | 12V     | 170 pk   | 235 Nm | 1996 - 1998 |
| 3.0 24V | 2.946 cm³ | V6        | 24V     | 194 pk   | 267 Nm | 1999 - 2000 |

#### Dieselmotoren
| Type   | Motor     | Motor     | Motor   | Vermogen | Koppel | Jaartal     |
| Type   | Inhoud    | Cilinders | Kleppen | Vermogen | Koppel | Jaartal     |
| ------ | --------- | --------- | ------- | -------- | ------ | ----------- |
| 2.2 dT | 2.188 cm³ | 4-in-lijn | 12V     | 115 pk   | 234 Nm | 1996 - 2000 |

## Safrane Biturbo
De snelste versie was de Safrane Baccara Biturbo, die in 1994 in de showroom verscheen. Bij de ontwikkeling en productie werden Hartge en Irmscher betrokken. De Biturbo was uitgerust was met een 193 kW (262 pk) sterke 2975 cc V6 benzinemotor met twee turbo's en vierwielaandrijving. De Biturbo had een topsnelheid van 250 km/h en accelereerde van 0 tot 100 km/h in 7,2 seconden. In 1995 kreeg dit model een nieuw type motor, een 2963 cc V6 die 197 kW (268 pk) leverde. De prestaties bleven verder gelijk, het model ging simpelweg Biturbo heten. Halverwege 1996 ging de sportiefste Safrane uit productie, mede door de tegenvallende verkoopcijfers. De nieuwprijs was in Nederland omgerekend ongeveer 80.000 euro, ongeveer tweemaal zo duur als een Safrane RXE V6i (in 1996 het een na duurste model) en ongeveer viermaal zo duur als een Safrane Manoir 2.0i (het instapmodel).
In productie:
5 E-Tech · 
Arkana · 
Austral · 
Captur · 
Clio · 
Espace · 
Kadjar · 
Kangoo · 
Koleos · 
Master · 
Mégane · 
Mégane E-Tech · 
Rafale · 
Scenic E-Tech · 
Symbioz · 
Symbol · 
Trafic · 
Twingo · 
Twingo Electric · 
Zoe

Uit productie:
3 · 
4 · 
5 · 
6 · 
7 · 
8 · 
9 · 
10 · 
11 · 
12 · 
14 · 
15 · 
16 · 
17 · 
18 · 
19 · 
20 · 
21 · 
25 · 
30 · 
2CV · 
4CV · 
Avantime · 
Caravelle · 
Dauphine · 
Domaine · 
Estafette ·
Express · 
Floride · 
Fluence ·
Frégate · 
Fuego · 
Juvaquatre ·
Laguna · 
Latitude · 
Modus · 
Nervastella · 
Novaquatre · 
Ondine · 
Prairie · 
Primaquatre · 
Rodeo · 
Safrane · 
Savanne · 
Scénic · 
Spider · 
Talisman · 
Thalia · 
Twizy · 
Vel Satis · 
Vivasport · 
Vivastella · 
Wind